# کفش طلای ام‌ال‌اس
کفش طلای ام‌ال‌اس (انگلیسی: MLS Golden Boot) جایزه‌ای است که از سال ۲۰۰۵ به بهترین گلزن فصل عادی لیگ برتر فوتبال ایالات متحده آمریکا داده می‌شود.

## ۱۹۹۶–۲۰۰۴
پیش از سال ۲۰۰۵، ام‌ال‌اس با سیستم امتیازدهی برندهٔ جایزه را تعیین می‌کرد. دو امتیاز برای هر گل و یک امتیاز به هر پاس گل داده می‌شد.
| فصل  | بازیکن               | باشگاه                       | امتیاز |
| ---- | -------------------- | ---------------------------- | ------ |
| ۱۹۹۶ | روی لسیتر            | تمپا بی موتینیتی             | ۵۸     |
| ۱۹۹۷ | پرکی                 | کانزاس‌سیتی ویزاردز           | ۴۱     |
| ۱۹۹۸ | استرن جان            | کلمبوس کرو                   | ۵۷     |
| ۱۹۹۹ | جیسون کریس           | دالاس برن                    | ۵۱     |
| ۲۰۰۰ | ممدو دیالو           | تمپا بی موتینیتی             | ۵۶     |
| ۲۰۰۱ | الکس پیندا چاکون     | میامی فیوژن                  | ۴۷     |
| ۲۰۰۲ | تیلور توئلمن         | نیوانگلند رولوشن             | ۵۲     |
| ۲۰۰۳ | پرکی (۲)             | کانزاس‌سیتی ویزاردز           | ۴۱     |
| ۲۰۰۴ | آمادو گوارا پت نونان | مترو استارز نیوانگلند رولوشن | ۳۰     |

## ۲۰۰۵–اکنون
از سال ۲۰۰۵، این جایزه به بازیکنی که بیشترین گل را به ثمر رسانده‌است داده می‌شود.
| فصل  | بازیکن                | باشگاه           | تعداد گل‌ها | تعداد بازی‌ها | درصد |
| ---- | --------------------- | ---------------- | ---------- | ------------ | ---- |
| ۲۰۰۵ | تیلور توئلمن (۲)      | نیوانگلند رولوشن | ۱۷         | ۲۵           | ۰٫۶۸ |
| ۲۰۰۶ | جف کانینگهام          | رئال سالت لیک    | ۱۶         | ۳۱           | ۰٫۵۲ |
| ۲۰۰۷ | لوسیانو امیلیو        | دی‌سی یونایتد     | ۲۰         | ۲۹           | ۰٫۶۹ |
| ۲۰۰۸ | لندون داناون          | لس‌آنجلس گلکسی    | ۲۰         | ۲۵           | ۰٫۸۰ |
| ۲۰۰۹ | جف کانینگهام (۲)      | اف‌سی دالاس       | ۱۷         | ۲۸           | ۰٫۶۱ |
| ۲۰۱۰ | کریس ووندولوفسکی      | سن‌خوزه ارث‌کوئیکز | ۱۸         | ۲۸           | ۰٫۶۴ |
| ۲۰۱۱ | دوین د روزاریو        | دی‌سی یونایتد     | ۱۶         | ۳۳           | ۰٫۴۸ |
| ۲۰۱۲ | کریس ووندولوفسکی (۲)  | سن‌خوزه ارث‌کوئیکز | ۲۷         | ۳۲           | ۰٫۸۴ |
| ۲۰۱۳ | کامیلو سانوزو         | ونکوور وایتکپس   | ۲۲         | ۳۲           | ۰٫۶۹ |
| ۲۰۱۴ | بردلی رایت-فیلیپس     | نیویورک رد بولز  | ۲۷         | ۳۲           | ۰٫۸۴ |
| ۲۰۱۵ | سباستین جووینکو       | تورنتو           | ۲۲         | ۳۳           | ۰٫۶۷ |
| ۲۰۱۶ | بردلی رایت-فیلیپس (۲) | نیویورک رد بولز  | ۲۴         | ۳۴           | ۰٫۷۱ |
| ۲۰۱۷ | نمانیا نیکولیچ        | شیکاگو فایر      | ۲۴         | ۳۳           | ۰٫۷۳ |
| ۲۰۱۸ | یوسف مارتینز          | آتلانتا یونایتد  | ۳۱         | ۳۴           | ۰٫۹۱ |
| ۲۰۱۹ | کارلوس ولا            | لس آنجلس اف‌سی    | ۳۴         | ۳۱           | ۱٫۰۹ |
| ۲۰۲۰ | دیه‌گو روسی            | لس آنجلس اف‌سی    | ۱۴         | ۱۹           | ۰٫۷۴ |